# Stadtbücherei Würzburg
Die Stadtbücherei Würzburg oder Max-Heim-Bücherei umfasst die Zentralbücherei im Falkenhaus sowie fünf Stadtteilbüchereien in Würzburg. Insgesamt bietet das System ca. 200.000 Medien an. Mit den E-Medien-Franken (früher „Virtuelle Stadtbücherei Würzburg“) hat die Stadtbücherei Würzburg eine zusätzliche „Zweigstelle“ im Internet, wo die Kunden rund um die Uhr Medien entleihen können. Die Bibliothek bietet daneben auch kulturelle Veranstaltungen und zahlreiche Programme zur Sprach- und Leseförderung an. 

## Zentralbücherei und Stadtteilbüchereien
Die Zentrale befindet sich im Falkenhaus direkt am Marktplatz. Sie ist benannt nach ihrem Mäzen Max Heim (* 1853, † 1905, Kommerzienrat, nicht identisch mit dem Geheimdienstoffizier gleichen Namens). Dort werden auf vier Stockwerken Bücher, Zeitschriften, Audio-CDs, CD-ROMS, DVDs, Spiele und Karten angeboten. Außerdem gibt es ein Lesecafé mit Lesegarten und eine Musikbibliothek.
Die fünf Stadtteilbüchereien befinden sich in den Würzburger Stadtteilen Heidingsfeld, Heuchelhof, Lengfeld, Versbach und Hubland. Alle Stadtteilbüchereien fungieren als Nachbarschafts- bzw. Eltern-und-Kind-Bibliotheken. Sie verfügen über jeweils 7.000–10.000 Medien und dienen als erste Anlaufstelle.

## Geschichte der Stadtbücherei

### Entwicklung bis 1945
Die Geschichte der Würzburger Stadtbücherei beginnt 1872, als der Würzburger Universitätsprofessor Johann Baptist Schwab mit der Stiftung seiner Bücher den Grundstock zu einer Stadtbibliothek im Rathaus legte. Zur Errichtung einer Volkslesehalle in Würzburg stiftete Max Heim 1905 die Summe von 157.000 Goldmark.
Durch einen Stadtratsbeschluss erhielt die moderne Volksbibliothek 1925 die Bezeichnung Städtische Volksbücherei. Diese wurde in das frühere Theaterrestaurant verlegt, dort am 10. Januar 1931 eröffnet und erhielt erstmals eine hauptamtliche Leitung.
1934 wurden neue Räume im zweiten Stock des linken Theaterflügels bezogen und am 4. Mai 1935 die Städtische Jugendbücherei eröffnet. Im Herbst 1936 kam ein Zeitschriften- und Zeitungslesesaal hinzu und 1937 eine Musikbücherei. Veranstaltungen wie Leseabende, Buchausstellungen und Vorstellungen von Neuerscheinungen führte die Leiterin der der Bücherei Maria Orth ab 1937 ein. 1939 wurde die städtische Volksbücherei in „Stadtbücherei“ umbenannt.
Kurz vor Ende des Zweiten Weltkriegs wurde die Bücherei am 16. März 1945 während des Bombenangriffs der Royal Air Force zerstört und der größte Teil der Bücher vernichtet.

### Nachkriegszeit
Die Wiedereröffnung fand bereits 1946 statt. Untergebracht war die Bücherei zu dieser Zeit im Keller des damaligen provisorischen Mozartgymnasiums in der Annastraße, wo sich heute die Maria-Ward-Realschule befindet. Sechs Jahre später konnte die Bücherei mit etwa 35.000 Bänden ins Falkenhaus umziehen. Mit der Eröffnung der Zweigstellen Heidingsfeld 1972 und Zellerau ein Jahr später, sowie der Übernahme der Gemeindebücherei Versbach und der Jugendbücherei Lengfeld im Rahmen der Eingemeindungen ab 1978 vergrößerte sich die Würzburger Stadtbücherei enorm. 1988 folgte die Eröffnung der Zweigstelle Heuchelhof. Fünf Jahre später begann der Umbau der Stadtbücherei, der Falkenhof wurde abgerissen. 1996 wurde die Umstellung des Bibliothekskatalogs von einem Zettelkatalog auf einen OPAC (einen öffentlich zugänglichen digitalen Bibliothekskatalog) durchgeführt und ein Jahr später erstmals ein öffentlicher Internetzugang bereitgestellt. Die Stadtbücherei erhielt dabei ihre erste Homepage. Im Jahr 2000 wurde der Umbau der Stadtbücherei abgeschlossen. Am 1. Dezember 2001 erzielte die Bücherei einen Nutzungsrekord, als zum ersten Mal in der Geschichte der Stadtbücherei innerhalb eines Kalenderjahrs mehr als eine Million Bücher verliehen wurden. 2002 wurde die Stadtbücherei der „absolute Finalist“ beim Wettbewerb Bibliothek des Jahres und damit die beste Stadtbücherei 2002 in Deutschland. Ein Jahr später erhielt sie zudem den Titel Bibliothek des Jahres 2003. Am 20. März 2004 wurde das Studio „Lernen & Arbeiten“ mit einem Festakt eröffnet.

## E-Medien-Franken
Zusammen mit den Hamburger Öffentlichen Bücherhallen und den Stadtbibliotheken Köln und München war die Stadtbücherei Würzburg europaweit die erste Bibliothek, die einen elektronischen Medienbestand zum Entleihen anbietet. Das so genannte „Onleihe-Angebot“ umfasste knapp 17.000 Medien bestehend aus E-Books, E-Music, E-Audios, E-Videos, E-Magazines und E-Papers. Dabei wird ein System zur Digitalen Rechteverwaltung eingesetzt.

## Kennzahlen (Stand 2019)
- Besuche:  506.703(= 1.712/Öffnungstag)
- Entleihungen Gesamtsystem 2018:   997.492 (davon 15,16 % E-/AV-Medien)
- Veranstaltungen in der Stadtbücherei 2019:   801

## Preise und Auszeichnungen
- Vier Mal (2003, 2005, 2006 und 2008) erster Platz als beste Großstadtbibliothek beim mittlerweile eingestellten bundesweiten Leistungsvergleich BIX (Bibliotheksindex)[5]
- „Bibliothek des Jahres“ (2003)
- „BayernOnline-Preis“ in der Kategorie E-Government
- Mehrfach Gütesiegel „Bibliotheken – Partner der Schulen“